# Swiss Journal of Economics and Statistics
Swiss Journal of Economics and Statistics ist eine akademische Zeitschrift für Wirtschaft mit Open access und Peer Review, die vom SpringerOpen Verlag im Auftrag der Schweizerischen Gesellschaft für Volkswirtschaft und Statistik herausgegeben und von der Schweizerischen Akademie für Geistes- und Sozialwissenschaften und der Schweizerischen Nationalbank finanziell unterstützt wird. Der derzeitige Herausgeber ist Marius Brülhart.

## Geschichte
Die Zeitschrift wurde 1864 als Zeitschrift für Schweizerische Statistik und Journal de Statistique suisse (in französischer Sprache) gegründet. Der erste Herausgeber war Johannes Stössel, der Sekretär des Bundesamt für Statistik der von 1864 bis 1869 als Herausgeber fungierte.
1916 wurde die Zeitschrift in Zeitschrift für schweizerische Statistik und Volkswirtschaft und Journal de statistique et Revue économique suisse (in französischer Sprache) umbenannt. Ab 1945 hiess sie Schweizerische Zeitschrift für Volkswirtschaft und Statistik (auf Deutsch), Revue suisse d'Économie politique et de Statistique (in französischer Sprache) und Swiss Journal of Economics and Statistics (in Englischer Sprache).
Obwohl die Zeitschrift jetzt vollständig auf Englisch erscheint, wurden in den Ausgaben vor 2007 auch Artikel in deutscher, italienischer und französischer Sprache akzeptiert.

## Liste der Herausgeber
- 1864–1869: Johannes Stössel, Bundesamt für Statistik[5][9]
- 1870: Armand Châtelanat, Bundesamt für Statistik[5]
- 1871–1874: Wilhelm Gisi, Universität Bern[10][11][12]
- 1875–1880: Armand Châtelanat, Bundesamt für Statistik[13][5]
- 1880–1886: Joseph Durrer, Bundesamt für Statistik[5]
- 1880–1886 Johann Jakob Kummer, Bundesamt für Statistik and Bundesamt für Sozialversicherungen[5][14]
- 1880–1889: Edmund Wilhelm Milliet, Bundesamt für Statistik[5]
- 1889–1913: Louis Guillaume, Bundesamt für Statistik[15][16]
- 1914–1925: Julius Landmann, Universität Basel[17]
- 1926–1943: Fritz Mangold, Universität Basel[17]
- 1944–1959: Valentin Fritz Wagner, Universität Basel[18]
- 1959–1966: Jürg Niehans, Universität Zürich[19]
- 1967–1973: Paul Stocker, Universität Bern[20]
- 1967–1984: Hermann Gottlieb Bieri, Universität Bern[21]
- 1985–1996: Ernst Baltensperger, Universität Bern[22]
- 1997–2003: Peter Kugler, Universität Basel[23][24][25]
- 2004–2014: Klaus Neusser, Universität Bern[25][26]
- 2015–2021: Rafael Lalive, Universität Lausanne[26][27]
- 2022: Sarah M. Lein, Universität Basel[27][28]
- 2023–:  Marius Brülhart, Universität Lausanne[28][4]

## Artikel
Wichtige Artikel aufgrund ihrer historischen Bedeutung (ältere Artikel) oder ihrem Einflussfaktor auf GoogleScholar (jüngere Artikel).
- Robert Jannasch: Die Statistik als wissenschaftliche Methodik und Zustandsdynamik. In: Swiss J. Econ. Stat. VII. Jahrgang, Nr. 4, 1868 (sgvs.ch [PDF]).
- Ernst Röthlisberger: Die geistige Produktion der Schweiz. In: Swiss J. Econ. Stat. I. Jahrgang, Nr. 22, 1989 (sgvs.ch [PDF]).
- Vilfredo Pareto: Tables pour faciliter l'application de la méthodes des moindres carrés. In: Swiss J. Econ. Stat. I. Jahrgang, Nr. 20, 1899, S. 121–150 (französisch, sgvs.ch [PDF]).
- Vilfredo Pareto: Rapport Sur Les Bases de l'assurance de La Fraternité, Société de Secours En Cas de Décès, à Lausanne. In: Swiss J. Econ. Stat. I. Jahrgang, Nr. 17, 1899, S. 104–115 (französisch, sgvs.ch [PDF]).
- Karl Brunner: A Case Study of US Monetary Policy: Reserve Requirements and Inflationary Gold Flows in the Middle 30's. In: Swiss J. Econ. Stat. II. Jahrgang, Nr. 4, 1958, S. 160–201 (englisch, sgvs.ch [PDF]).
- Jürg Niehans: Monopolpreis, vertikale Integration und Mengenrabatt. In: Swiss J. Econ. Stat. 95. Jahrgang, Nr. III, 1959, S. 328–334 (sgvs.ch [PDF]).
- Max Weber: Die soziale Schweiz. In: Swiss J. Econ. Stat. I-II. Jahrgang, Nr. 6, 1964, S. 167–194 (sgvs.ch [PDF]).
- Ronald W. Jones: Comparative and absolute advantage. In: Swiss J. Econ. Stat. 116. Jahrgang, Nr. III, 1980, S. 235–260 (englisch, sgvs.ch [PDF]).
- Martin Hellwig: Systemic aspects of risk management in banking and finance. In: Swiss J. Econ. Stat. 131. Jahrgang, Nr. IV, 1995, S. 723–738 (englisch, sgvs.ch [PDF]).
- Gerd Gigerenzer: Bounded rationality: Models of fast and frugal inference. In: Swiss J. Econ. Stat. 133. Jahrgang, Nr. II, 1997, S. 201–218 (englisch, sgvs.ch [PDF]).
- Ugo Panizza, Andrea F. Presbitero: Public debt and economic growth in advanced economies: A survey. In: Swiss J. Econ. Stat. 149. Jahrgang, Nr. 2, 2013, S. 175–204, doi:10.1007/BF03399388 (englisch).
- Annamaria Lusardi: Financial literacy and the need for financial education: evidence and implications. In: Swiss J. Econ. Stat. 155. Jahrgang, Nr. 1, 2019, doi:10.1186/s41937-019-0027-5 (englisch).